# Frekvenciaeltolás-billentyűzés

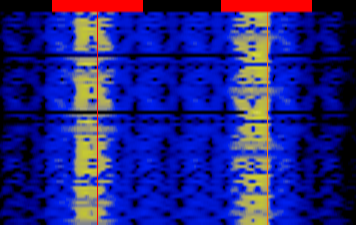
Az FSK jel spektrumképe

A frekvenciaeltolás-billentyűzés vagy frekvenciabillentyűzés (Frequency Shift Keying - FSK) egy modulációs eljárás, amellyel binárisan kódolt információt lehet küldeni vivőhullám segítségével. Az FSK a frekvenciamoduláció speciális esete, ahol a moduláló jel bináris adatjel.
Ha a frekvenciaeltolás értéke 2-nél több értéket vehet fel, akkor többszintű frekvenciaeltolás-billentyűzésről beszélünk. (nFSK)
A frekvenciaeltolás-billentyűzésnél alapesetben 2 frekvenciát használnak. Ha ennek egész számú többszörösét használják, akkor azt többszörös frekvenciaeltolás-billentyűzésnek (MFSK-n) nevezzük.
A frekvenciaeltolás-billentyűzés egyik speciális esete az RTTY.

## Az FSK jel
A bináris információt sok esetben nem alapsávi impulzusok formájában visszük át a csatornán, hanem egy (alsó- és felső frekvenciahatár megadásával) jól meghatározott frekvenciatartománnyal rendelkező (sáváteresztő) csatornán kell továbbítanunk. A rendelkezésre álló frekvenciasáv középértéke adja a vivőfrekvenciát, melyen valamilyen modulációs eljárással tudjuk megjeleníteni a továbbítandó bit értékét. Az (1) értéket a vivőfrekvenciánál egy meghatározott frekvencialökettel (ωd) kisebb; a (0) értéket pedig a vivőnél a megadott frekvencialökettel nagyobb frekvencia jelzi.
{\displaystyle {\begin{array}{lcl}S_{(1)}(t)=A*sin((\omega _{v}-\omega _{d})t)\\S_{(0)}(t)=A*sin((\omega _{v}+\omega _{d})t)\end{array}}}
- A - amplitúdó
- ωv - vivőfrekvencia körfrekvenciája
- ωd - a löket körfrekvenciája
- t - egy bit átviteli időtartamon belüli időpillanat jelzője

Az FSK jel sávszélességének becslése a Carson szabály szerint:
{\displaystyle {\begin{array}{lcl}f_{2}>f_{1}\\B_{FSK}\approx 2{\biggl (}(f_{2}-f_{1})+{\frac {1}{T}}{\biggr )}\end{array}}}
Ideális esetben  {\displaystyle {\frac {f_{1}}{T}}\in \mathbb {N} \ \ \And \ \ {\frac {f_{2}}{T}}\in \mathbb {N} }, továbbá a frekvenciaváltás pillanatában a jel amplitúdója 0, ilyenkor az FSK jel teljesítménysűrűség spektruma két diszkrét szinuszos frekvenciát tartalmaz. Gyakorlatban az FSK jel ettől a formától mindig eltér.
- f1 - SPACE frekvencia
- f2 - MARK frekvencia
- T - 1 bit időtartama

## Az FSK jel jellemzői
Az FSK jel frekvenciája a küldött adatok tartalmától függően időben változik, f1 és f2 érték között.
Amikor az FSK jel típusát megadjuk, az alábbi jellemzőket határozzuk meg:
f2-f1: MARK (1) és SPACE (0) jel közötti frekvenciaeltolás. 
1/T: 1 másodperc alatt leadott bitek száma, baud ráta

## Az FSK jel előállítása
Ha két, f1 és f2 frekvencián működő oszcillátor kimeneti jelét váltogatjuk digitális impulzusokkal, akkor előáll az FSK jel:
FSK jel előállítható frekvenciamodulátorral, ahol a frekvencia pillanatnyi értékét az impulzus pillanatnyi feszültségszintje határozza meg.
Napjainkban FSK jelet leginkább valamilyen processzor által vezérelt DSP eszközzel állítanak elő.

## Az FSK jel vétele
A vevőoldalon az FSK jel demodulálásával visszanyerhető az átvitt digitális impulzussorozat.
Demodulálásra használható minden olyan demodulátor, ami képes frekvenciamodulált jelet demodulálni.
Napjainkban FSK jelet leginkább valamilyen processzor által vezérelt DSP eszközzel dolgoznak fel.

## Többszintű frekvenciabillentyűzés
Többszintű frekvenciabillentyűzésről akkor beszélünk, amikor a frekvenciabillentyűzés 2-nél több diszkrét értéket veket fel. Ha pl. 4 értéket vehet fel, azt 4FSK-val jelöljök. Ilyen modulációs eljárást használ többek között a DMR, FT8, FT4. A szintek száma általában 2 hatványai.
Az (n)FSK nem tévesztenő össze az MFSK-val (többszörös frekvenciaeltolás-billentyűzés), ugyanis ott egy időpillanatban több frekvencia van jelen a csatornában, többszintű FSK esetén pedig 1 frekvencia.

## Felhasználása
FSK használatával digitális jel vihető át. Felhasználása széleskörű, használható szöveges információ átvitelére, adatátvitelre, vagy megfelelő sávszélesség használatával átvihető digitálisan kódolt kép, hang, vagy akár videóinformáció is. Képezheti hálózati átvitel fizikai rétegét is.